# Parque de la Xunqueira de Alba
El parque natural de las Marismas de Alba o el parque de la Xunqueira de Alba es un espacio natural y humedal de la ciudad española de Pontevedra, y una de las pocas marismas de la Ría de Pontevedra. Es un parque utilizado como lugar de paseo, cicloturismo y observación de fauna y flora.

## Ubicación y acceso
El parque está situado en la desembocadura del río Rons en el río Lérez y la ría de Pontevedra, al sur de la parroquia civil de Alba, a pocos metros de la zona norte de la ciudad de Pontevedra. Basta con cruzar el puente de arco tesado de las Corrientes para llegar a la entrada del parque, en el paseo de Domingo Fontán. Limita al este con el barrio de A Santiña y el Camino de Santiago Portugués y al oeste con la autopista AP-9.

## Historia
No hubo ninguna idea de aprovechamiento de la marisma hasta finales de los años 1970, cuando, ante la falta de suelo industrial en el municipio de Pontevedra, se decidió desecarla y convertirla en una zona industrial. También hubo planes para construir en ella un nuevo estadio de fútbol o incluso un parque temático.
Sin embargo, la Asociación San Benito, de la parroquia civil de Lérez, reclamó parte de los terrenos como propiedad de la comunidad de montes de Lérez, lo que salvó de la destrucción esta zona de gran riqueza natural. En 1981, un juzgado de Pontevedra ordenó paralizar la construcción de un polígono industrial y comercial que se iba a levantar allí.
Dado que la marisma de Alba se encontraba en un grave estado de degradación, el Ministerio de Medio Ambiente español decidió recuperarla. La rehabilitación de la marisma fue planificada por el Gobierno socialista de Felipe González y se inauguró en 2000, con Mariano Rajoy como vicepresidente del Gobierno español.

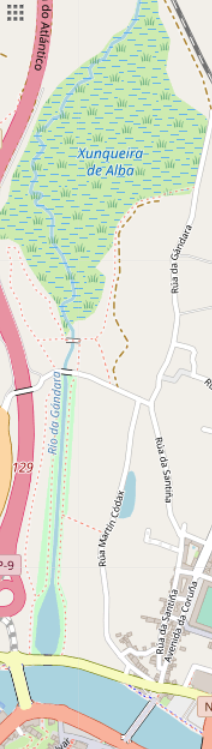
Plano del parque

En 2001, el Ayuntamiento de Pontevedra se hizo cargo del mantenimiento de la Marisma de Alba. Se limpió el río, se podaron árboles y se recuperaron o sustituyeron ejemplares enfermos, se segaron praderas y se eliminó maleza de forma selectiva, entre otros trabajos.
En 2012, el parque natural fue declarado el primer Espacio Natural de Interés Local (ENIL) de Galicia.
A finales de diciembre de 2021 se presentó el proyecto de ampliación del parque con un bosque autóctono de 17 640 metros cuadrados frente al paseo de Domingo Fontán, en el lugar donde se encontraba el parque de maquinaria y la Imprenta Provincial de la Diputación de Pontevedra, que fueron demolidos. Se plantaron especies como la encina común, el alcornoque, el fresno negro, el avellano común, la mimbrera, el madroño, el sauce cenizo, el acebo y el laurel. Se habilitó un sendero entre el sendero del río Rons y esta nueva zona verde abierta, dotada de alumbrado público y mobiliario urbano. Este nuevo espacio verde denominado parque de A Gándara fue abierto al público el 9 de abril de 2024.

## Descripción
En este parque de 80 hectáreas se distinguen tres zonas características: la marisma, el matorral y la llanura pantanosa de la desembocadura del río Rons.
La zona pantanosa del parque natural permanece sujeta al flujo de las mareas y así, cada seis horas, una parte de ella pasa de estar cubierta por el agua a quedar al descubierto.
En este hábitat, de gran importancia paisajística y ecológica, se han inventariado 17 árboles, 14 especies de arbustos, 4 plantas trepadoras o rastreras y 80 plantas herbáceas. Se han inventariado más de doscientas variedades de plantas y árboles (entre ellos, acacias, orquídeas, achicorias, sauces, eucaliptos, chopos, fresnos) y unas setenta especies animales. También hay muchos juncos, de ahí el nombre gallego de xunqueira (junquera). Hay un total de 115 especies diferentes de flora presentes en el parque, como la clavelina de mar, el llantén de mar, el hinojo de mar, la celidonia o la espadaña.
Es un entorno que alberga una gran variedad de especies naturales, tanto de aves como de animales, como aves acuáticas, mariposas, libélulas, anfibios y pequeños mamíferos. Por este motivo, el parque y la marisma están actualmente protegidos. En el parque hay tres miradores para observar las aves en su hábitat natural.
Un estudio realizado entre el 14 de abril y el 30 de septiembre de 2020 detectó hasta 73 especies diferentes de aves en este parque natural, entre ellas garcetas comunes, reyezuelos listados, martines pescadores europeos, gallinetas comunes, vencejos pálidos, carricerines comunes, papamoscas cerrojillo, gavilanes comunes, ibis escarlata o tórtolas europeas. Un total de 142 aves fueron vistas y registradas en este espacio natural.
En una de las entradas al parque hay un parque canino inaugurado en 2010, que consiste en un gran recinto vallado donde los perros pueden correr y jugar libremente.

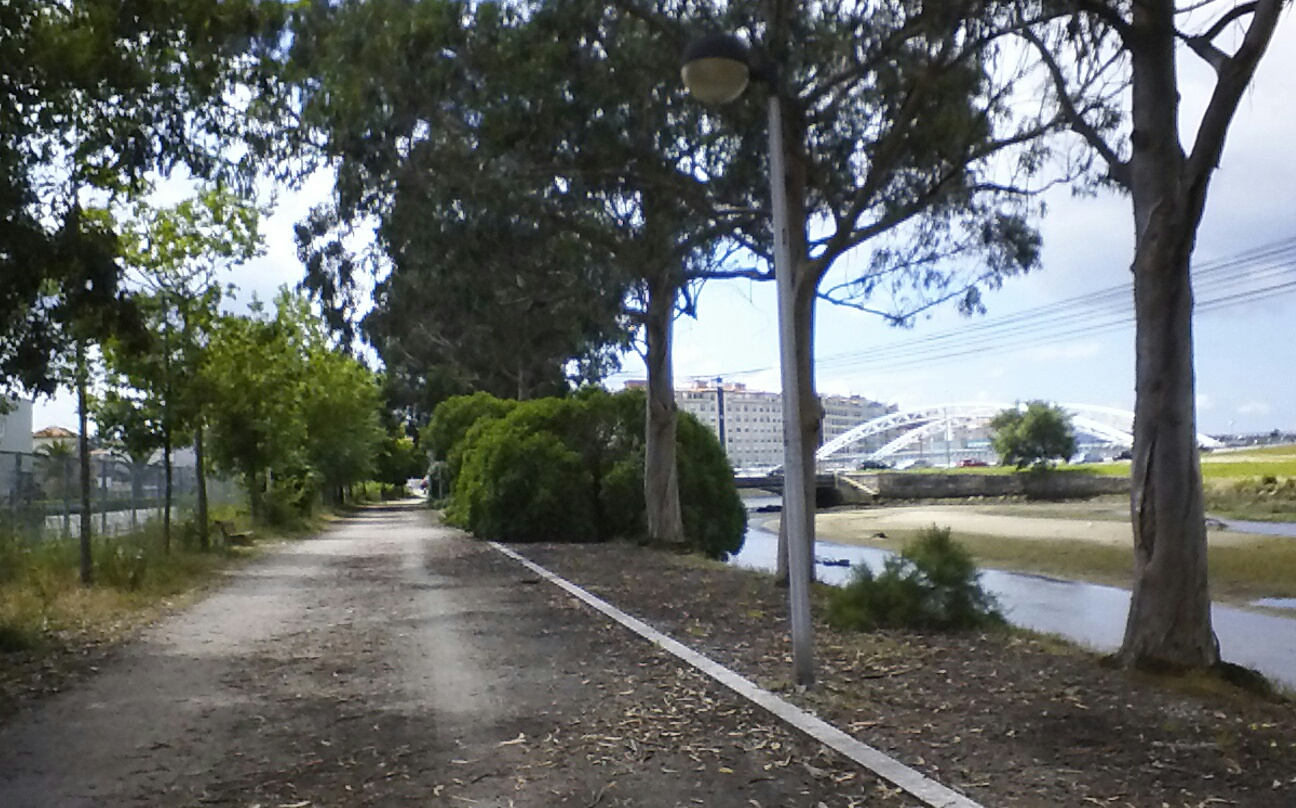
Sendero y puente de las Corrientes al fondo
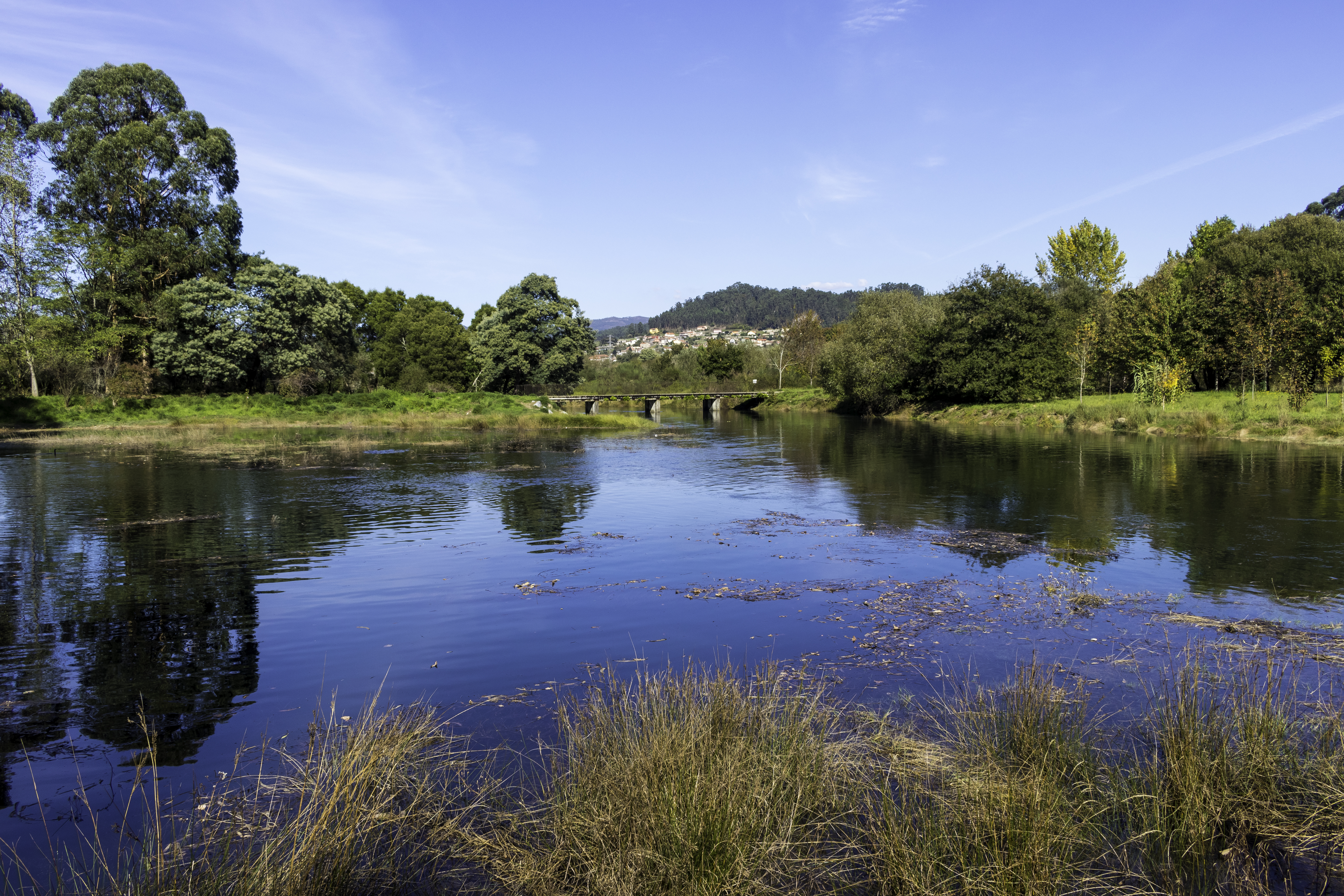
Marisma
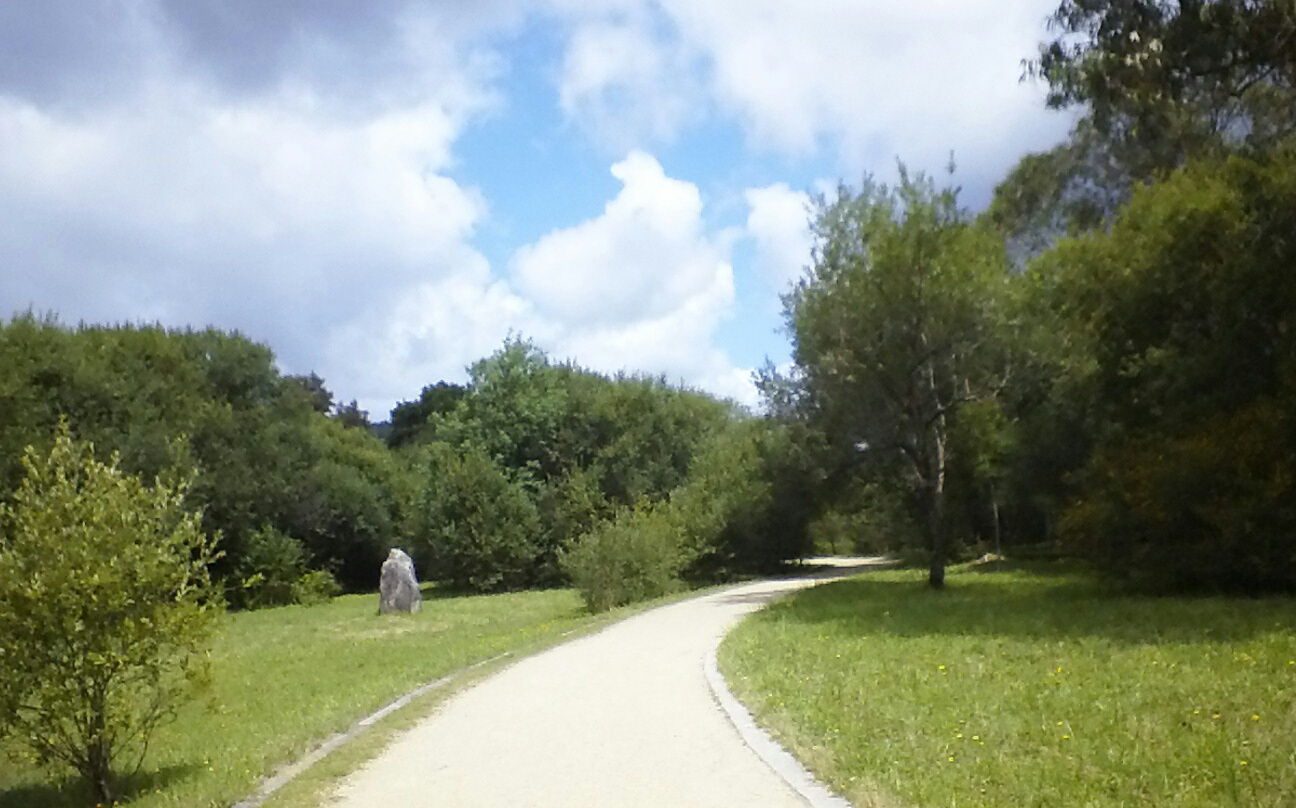
Sendero
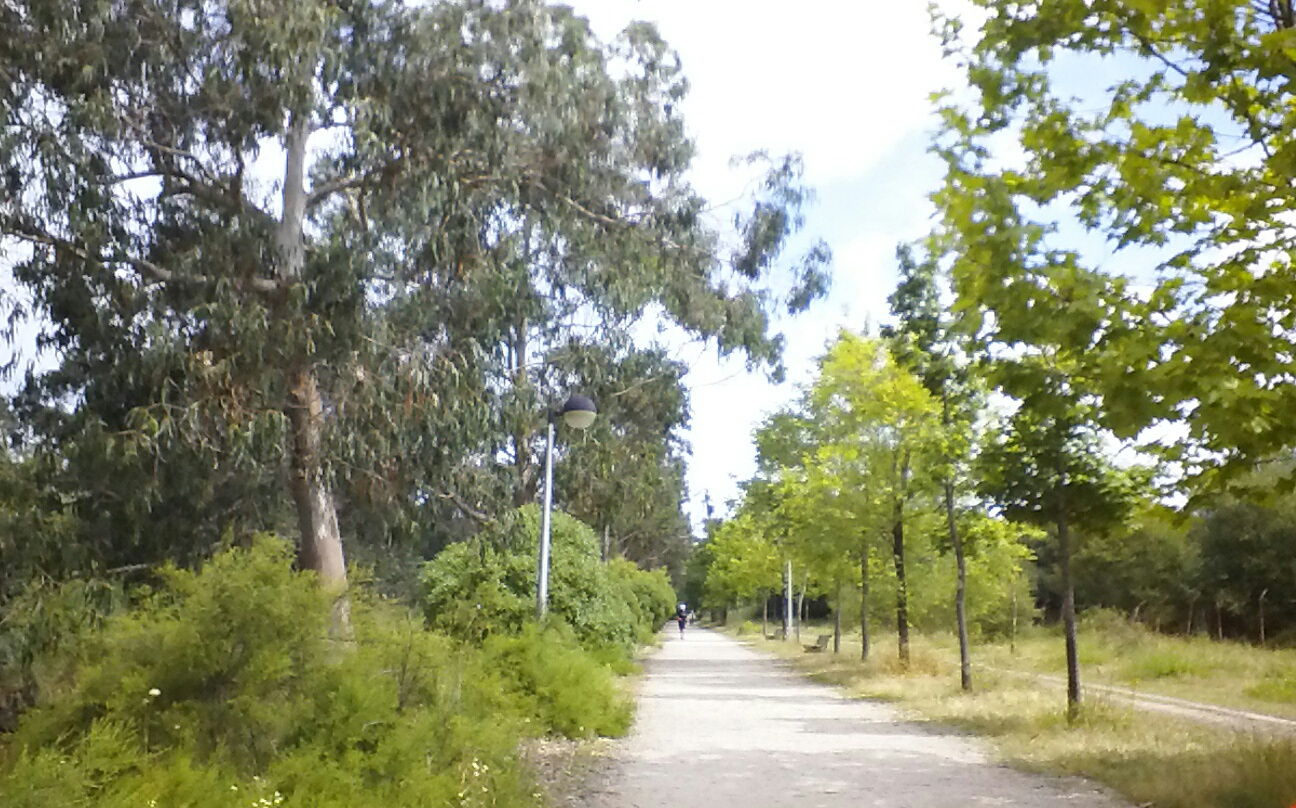
Camino de paseo
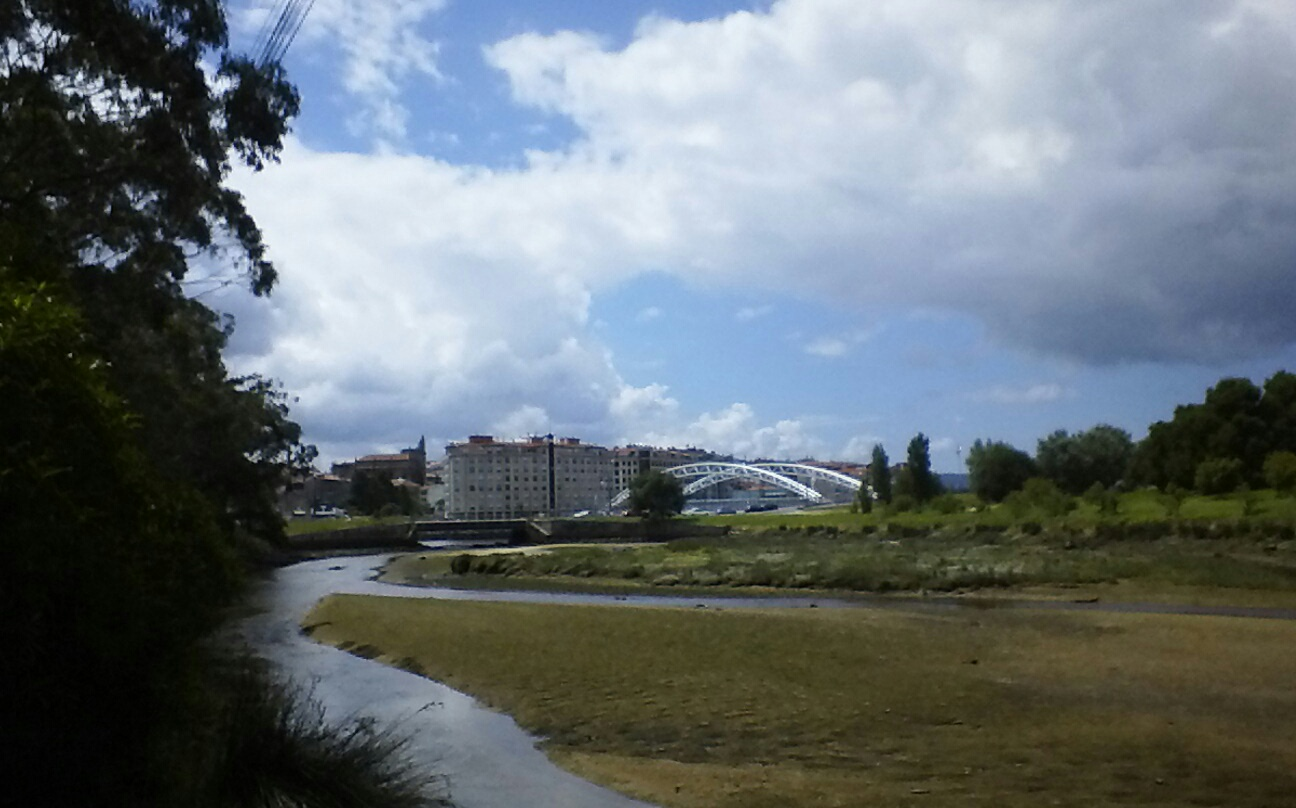
Zona húmeda con la ciudad al fondo
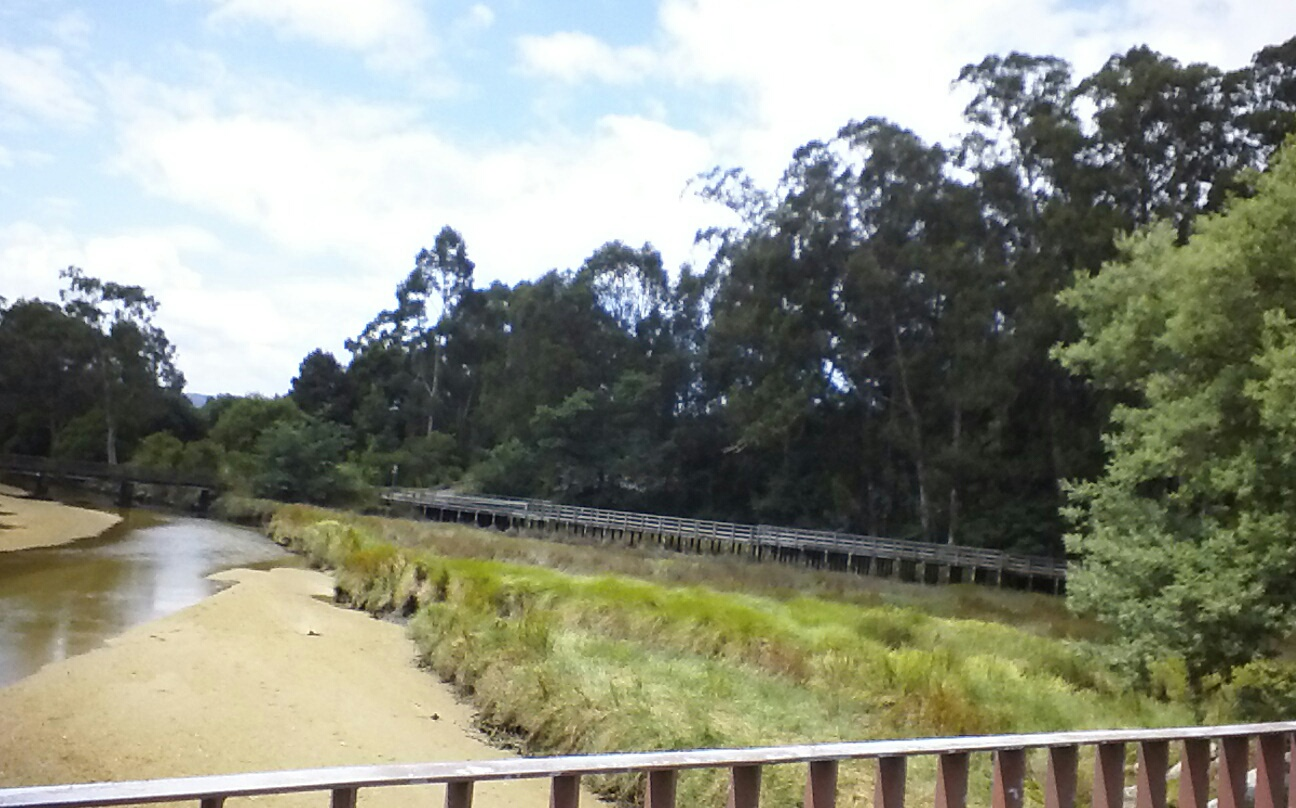
Marisma descubierta
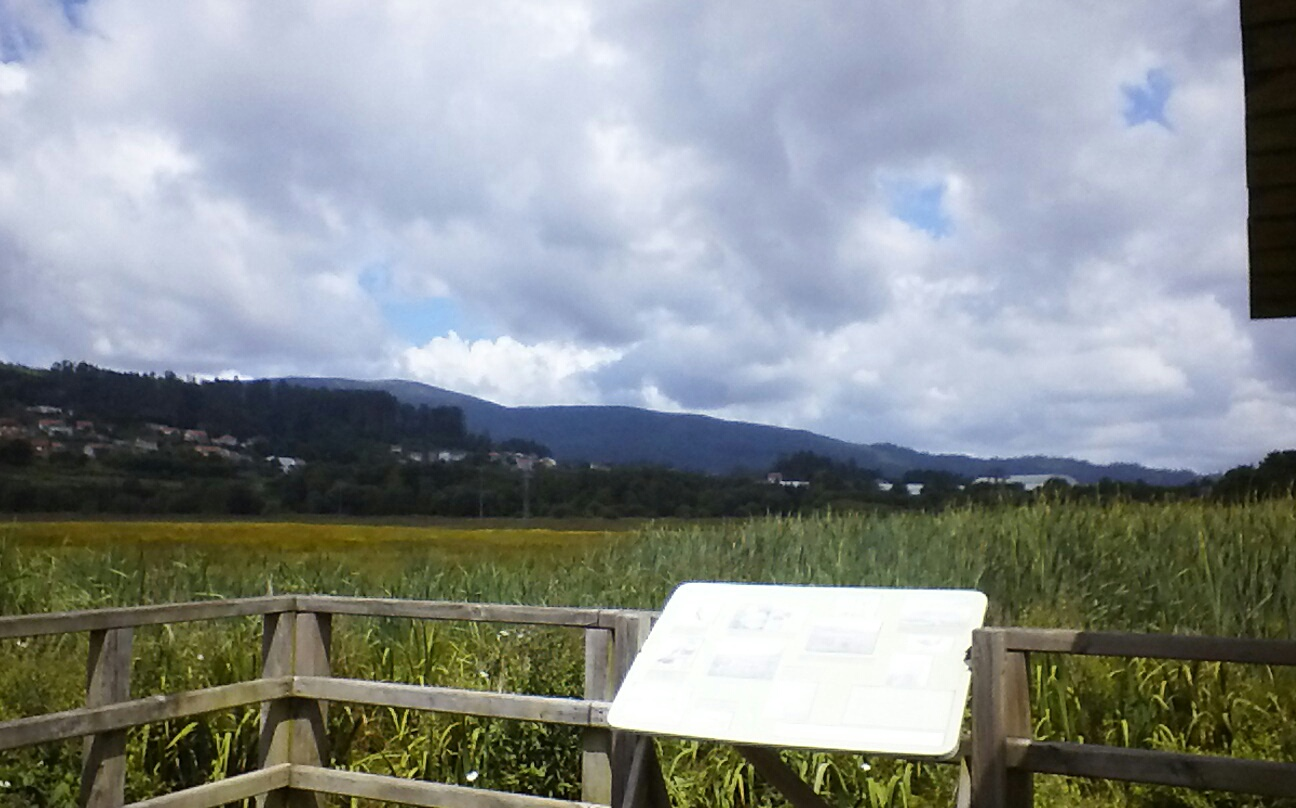
Mirador